# Nintendo GameCube
Nintendo GameCube, o senzillament GameCube, és la quarta consola de sobretaula de la companyia japonesa Nintendo, successora de la consola Nintendo 64, llençada el 2001. Aquesta consola competia amb la PlayStation 2 de Sony, la Xbox de Microsoft i la Dreamcast de Sega. Les seves principals característiques són el seu processador central basat en un IBM PowerPC (tecnologia prèvia utilitzada en computadores personals i portàtils) i el seu processador gràfic desenvolupat per ATI Technologies. Per primera vegada, Nintendo prescindeix del cartutx (ROM) com a format d'emmagatzematge i adopta un format òptic propi, el Nintendo Optical Disc. El nom «GameCube» es deu al fet que el sistema té una forma similar a la d'un cub. A més, és la primera consola de Nintendo que no compta en la seva data de llançament amb un joc de Mario, mascota oficial de la casa.
La consola va sortir a la venda el 14 de setembre de 2001 al Japó, el 18 de novembre de 2001 a Amèrica del Nord, el 3 de maig de 2002 a Europa i el 17 de maig de 2002 a Austràlia. Va ser descontinuada el 28 d'octubre de 2007 al Japó, el 17 de maig de 2008 a Europa i el 15 de juny de 2009 als Estats Units.

Segons les xifres oficials, la GameCube va aconseguir vendre 21.74.000 unitats a tot el món.

## Història

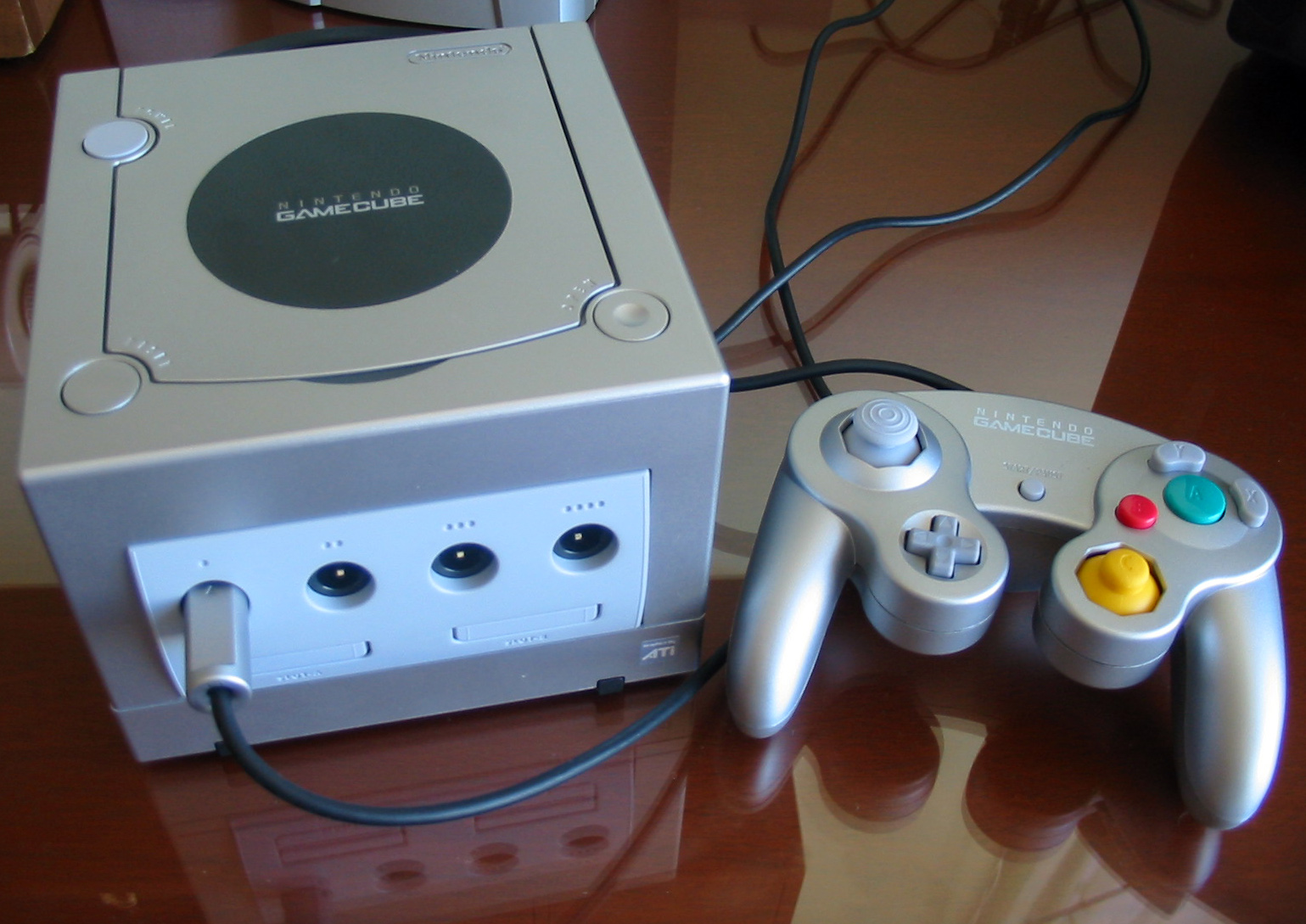
GameCube versió Platinum.

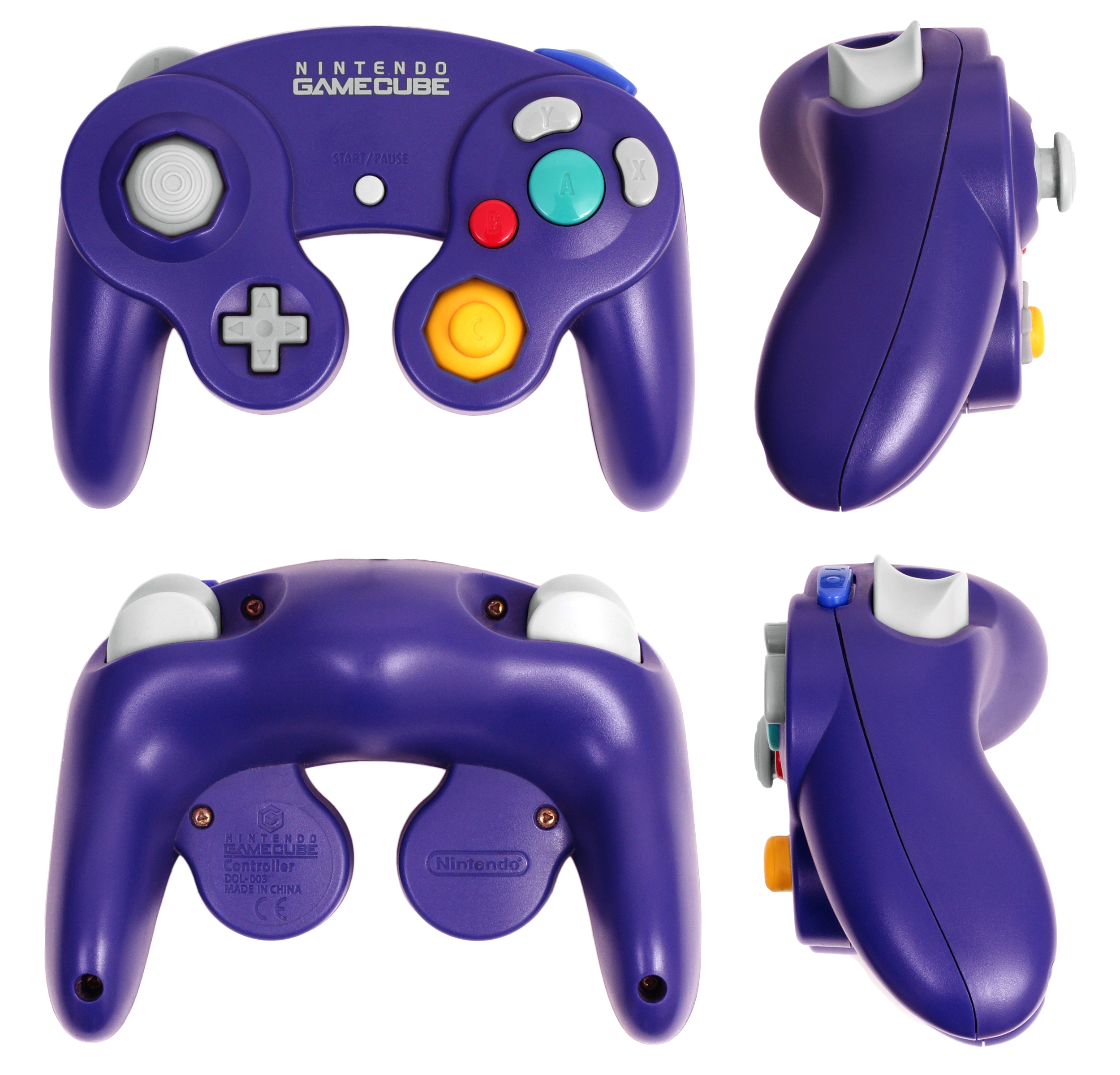
Comandament GameCube Indigo.

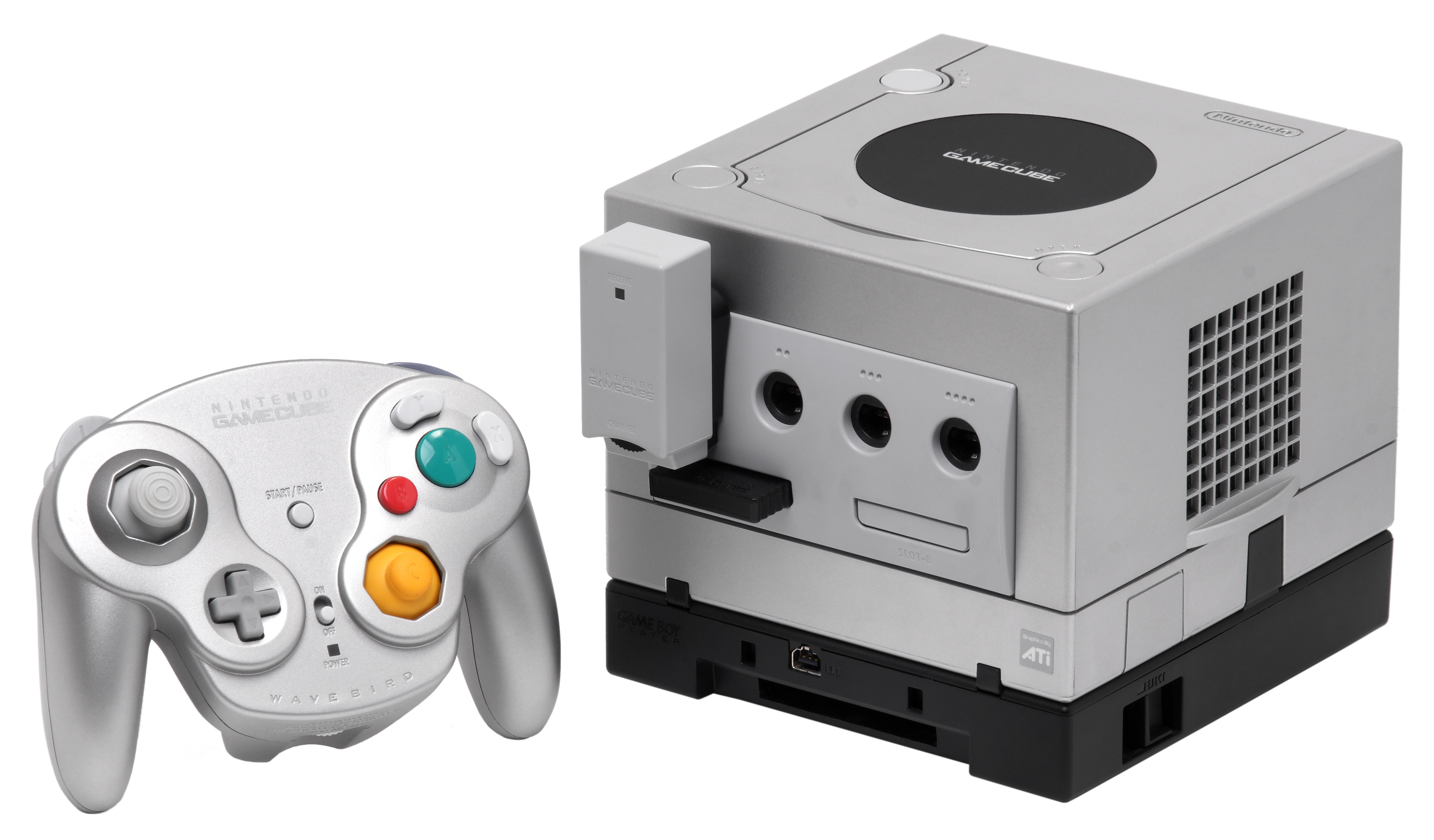
Nintendo GameCube Platinum amb comandament sense fil WaveBird i la Game Boy Player connectada.

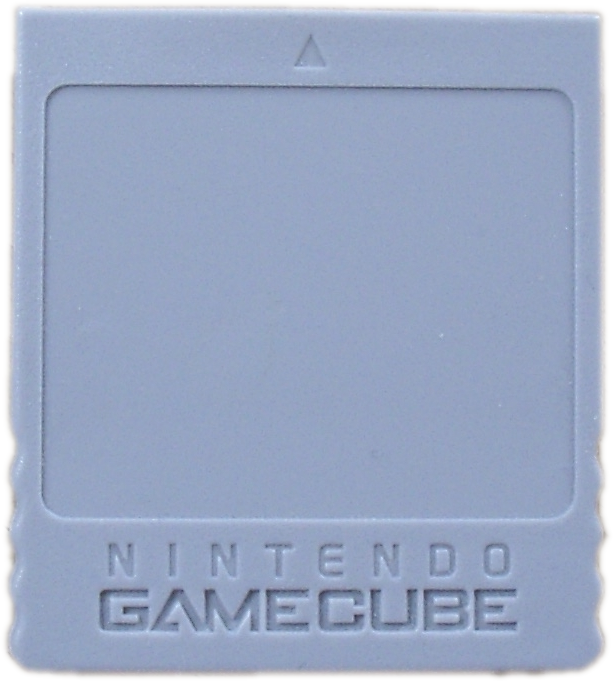
Memory Card 59.

El 1999 van aparèixer els primers rumors sobre la nova consola de Nintendo. Tot apuntava que la companyia, fidel a la seva tradició, continuaria utilitzant el cartutx com a suport d'emmagatzemament per als seus jocs i que seria retrocompatible amb Nintendo 64. Nintendo va presentar la seva consola davant de la premsa amb el nom en clau de "Project Dolphin", encara que posteriorment el projecte per a la nova videoconsola de sobretaula va passar a denominar-se Star Cube i va quedar clar que el seu objectiu era desbancar a Sony i a Sega, amb les seves respectives consoles: PlayStation 2 i Dreamcast.
Nintendo volia reprendre el control en el mercat dels videojocs, dominat llavors per Sony i la seva PlayStation, per la qual cosa es va aliar amb IBM. Li va encarregar a aquesta companyia la fabricació del maquinari de la seva futura consola, la qual va dissenyar el microprocessador central (denominat Gekko), basat en la tecnologia PowerPC i que funciona amb una freqüència de rellotge de 485 MHz.
Respecte al desenvolupament del sistema gràfic, Nintendo es va concentrar prou en això i li va encarregar a la companyia ATI Technologies desenvolupar una potent GPU, superant, teòricament, a la que porta Playstation 2 i comparable amb el maquinari gràfic de la potent X-Box (basada en tecnologia NVidia).
A pesar que tot indicava que, una vegada més, Nintendo es tornaria a decantar pel cartutx com a suport per als seus videojocs (totes les seues consoles anteriors fan ús d'ell), en aquesta ocasió, Nintendo es va desmarcar d'aquesta tendència i va decidir adoptar un nou suport, encara que, una vegada més, es tractaria d'un format propietari: el GOD (sigles de "GameCube Optical Disc"). Basat en el mini-DVD de Matsushita (Panasonic als Estats Units i Europa), es presenta en forma de disc òptic de 8 cm de diàmetre i és capaç d'emmagatzemar fins a 1,5 GB d'informació. Així mateix, la unitat lectora de la consola és capaç de llegir-los a una velocitat molt superior a la de qualsevol lector de DVD.
En un principi, la consola seria llançada a nivell mundial l'any 2000, però Nintendo tenia la intenció de dotar a la seva consola dels elements necessaris per a connectar-la a Internet i va fer un canvi de plans. Les dades tècniques ja estaven sobre la taula, però les possibilitats reals de la consola de nova generació de Nintendo continuaven sent una incògnita. El 24 d'agost de 2000 a les 15:30 (hora nacional al Japó), en el dia previ al Nintendo SpaceWorld 2000, la "Gran N" va presentar el disseny i perifèrics de Nintendo GameCube (finalment, va rebutjar el nom de Star Cube), i unes imatges que mostraven un salt qualitatiu enorme respecte al que la seva antecessora, la Nintendo 64, va poder arribar a oferir. Per tant, aquesta nova consola prometia superar amb escreix els resultats oferts per l'anterior generació de consoles. No obstant això, i malgrat que així va ser, no va poder superar als seus dos rivals i no va tenir l'èxit esperat, per la qual cosa va quedar tercera en vendes entre les consoles de la seva generació, amb només 21.740.000 unitats venudes a tot el món.

## Característiques
La consola té forma de "cub" (11,4 cm x 15 cm x 16 cm) i està disponible en diversos colors: negre, indi, platejat, blanc (edició limitada), i or (només al Japó). Els seus controls i connectors estan repartits entre les seves cares de la manera següent:
- Frontal: Ports per a comandaments (molt ergonòmics, tant en forma com en posicionament dels botons, i amb funció de vibració), targetes de memòria i micròfon.
- Superior: Unitat de lectura de discos i botons d'encesa, reinici, obertura de la coberta del disc i una placa intercanviable. De sèrie, aquesta placa mostra el logotip de Nintendo GameCube.
- Laterals: Reixetes de ventilació (una d'entrada i una altra de sortida) que incorpora un ventilador per a mantindre refrigerat el maquinari.
- Posterior: Connector SNS A/V MultiOut, DOL D A/V MultiOut, entrada CD de 12 V i ansa per al seu transport.
- Inferior: Port sèrie 1 (12 pins), port sèrie 2 (8 pins) i port d'alta velocitat (36 pins).

## Especificacions
Disposa d'un processador IBM i un chipset gràfic d'ATI, que li proporciona una gran potència de càlcul. Quant a so, la seva qualitat és superior a la del CD.

### Especificacions tècniques
- MPU (Unitat Microprocessador): "Gekko", basada en l'arquitectura PowerPC d'IBM.
  - Procés de fabricació: tecnologia de semiconductors de coure de 0,18 microns.
  - Freqüència de rellotge: 485 MHz.
  - Capacitat de CPU: 1125 DMIPS (Dhrystone 2'1).
  - Precisió de dades internes: 32 bits (nombres enters) i 64 bits (números en coma flotant).
  - Amplada de banda del bus extern: un màxim d'1'6 GB/segon. El bus de direccions té una grandària de 32 bits, mentre que el bus de dades és de 64 bits, a 162'5 MHz).
  - Caché interna:
    - L1: 32 KB per a instruccions i 32 KB per a dades (16 vies).
    - L2: 256 KB (2 vies).
- Sistema LSI "Flipper".
  - Procés de fabricació: 0,18 microns DRAM Incorporada, desenvolupada per NEC.
  - Frame Buffer incorporat: Aproximadament, 2 MB.
  - Velocitat de la memòria de Frame Buffer: 5 ns turbo (1 T - SRAM).
  - Caché de textures incorporat: Aproximadament, 1 MB.
  - Velocitat de la memòria caché de textures: 5 ns (1 T - SRAM).
  - Amplada de banda d'accés a les textures: 12'8 GB/segon com a màxim.
  - Amplada de banda de la memòria principal: 3'2 GB/segon com a màxim.
  - Color, Z-Buffer: 24 bits cada u.
  - Capacitat real de processament gràfic: de 6 a 12 milions de polígons per segon. (capacitat de processament estimada en un joc real incloent modelatges complexos, textures, etc.). Encara que han arribat a realitzar jocs amb més polígons (uns 28 milions de polígons).
  - Funcions de processament de Fitxer: Boira, Subpíxel Anti-aliasing, Llums HW x8, Alpha Blending, Virtual Texture Design, Multi-texture Mapping/Bump/Environment, Mapping, MIPMAP, Bilinear Filtering, Real-time Texture Decompression (S3TC), etc.
  - Altres funcions: Real-time Decompression of Display List, HW Motion Compensation Capability.
- Processador de so: DSP 16 bit Especial.
  - Memòria de so: 16 MB (100 MHz DRAM).
  - Memòria d'instrucció: 8 KB RAM + 8 KB ROM.
  - Memòria de dades: 8 KB RAM + 4 KB ROM.
  - Freqüència de rellotge real: 101'25 MHz.
  - Màxim nombre de canals de reproducció simultània de sons: 64 canals ADPCM.
  - Freqüència de mostratge: 48 kHz.
- Sistema de coma flotant - Capacitat aritmètica: 13'0 GFLOPS com a màxim (MPU, Geometry Engine, HW Lighting Total).
- Memòria principal del sistema: 24 MB.
  - Velocitat d'accés: 10 ns o menys (1 T - SRAM).
- Unitat de disc: sistema CAV (velocitat angular constant).
  - Suport: GOD ("GameCube Optical Disc"), de 8 cm de diàmetre, basat en la tecnologia de disc òptic de Matsushita, amb una capacitat d'1'5 GB.
  - Temps d'accés mitjà: 128 ms.
  - Velocitat de transmissió de dades: de 16 a 25 Mbps.

### Especificacions físiques
- Dimensions de la unitat principal: 150 mm (ample) x 110 mm (alt) x 161 mm (llarg).
- Entrada/Sortida:
  - 4 ports per a comandaments de control.
  - 2 ranures Digicard per a targetes de memòria.
  - 1 sortida analògica SNS A/V Multiout.
  - 1 sortida digital AV (només en models fabricats abans del 22 de març de 2004).
  - 2 ports de sèrie d'alta velocitat (només en models fabricats abans del 22 de març del 2004; els models actuals només porten un).
  - 1 port paral·lel d'alta velocitat.
- Alimentació: adaptador de corrent DC 12 V x 3'5 A.

## Accessoris oficials
- Mòdem de 56 K.

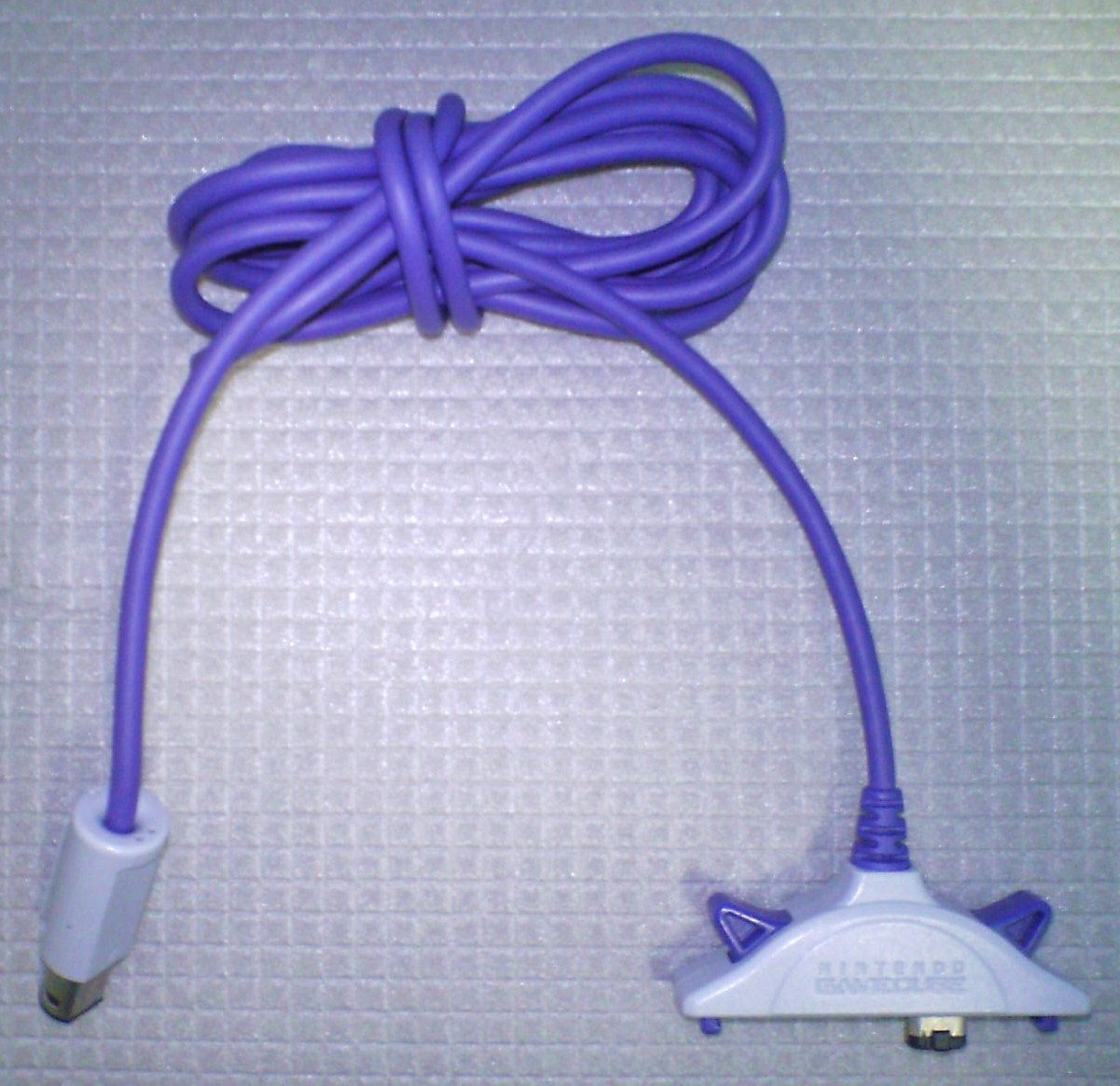
Cable Game Boy Advance.

- Memory Card: Permet guardar les dades de diferents jocs, hi havia tres diferents versions oficials: gris (59 blocs), negra (251 blocs) i blanca (1019 blocs). Van aparèixer versions no oficials que podien suportar fins a 3000 blocs. Es col·locava en la part frontal del GameCube just sota la connexió dels comandaments.
- Adaptador de banda ampla: Es connecta al HSP (High Speed Port) per connectar la consola a Internet a través d'una connexió de banda ampla (targeta de xarxa Ethernet) i jugar on-line o en xarxa local.
- Cable Game Boy Advance: Permet connectar una GameCube i una Game Boy Advance per intercanviar informació entre elles.
- WaveBird (comandament sense fil): Permet que el jugador estigui a una distància de fins a 10 m de la consola sense perdre precisió i amb total llibertat de moviments. Els comandaments de control d'aquest tipus incorporen un connector especial i el control pròpiament dit, en el qual s'ha de seleccionar la mateixa freqüència que en el connector, mitjançant un selector en forma de roda que hi ha en tots dos. D'aquesta manera, depenent de la posició de la mateixa, la freqüència serà de l'1 al 16; cada jugador haurà de seleccionar en el seu comandament i connector una freqüència diferent.
- Micròfon: solament para Mario Party 6, 7, Odama, Chibi-Robatori i Karaoke Revolution Party. S'inclou amb aquests jocs.
- Lector de targetes SD: solament va sortir al Japó, i s'usa en pocs jocs per guardar captures de pantalla o pujar imatges pròpies al joc. Es va crear una versió especial de Animal Crossing per a aquest perifèric.
- Game Boy Player: S'inclou amb un disc d'arrencada, i permet jugar als jocs de Game Boy, Game Boy Color i Game Boy Advance en la GameCube. Es connecta en el HSP (High Speed Port) de la part inferior de la consola.
- Bongós: s'inclouen en un pack amb els jocs Donkey Konga i Donkey Kong Jungle Beat i s'utilitzen, fonamentalment, com a nova forma original de jugar, copejant-los i donant palmades.
- Catifa de ball Dancing Stage: s'inclou en el joc Dance Dance Revolution: Mario Mix i és una catifa que detecta les trepitjades, en la qual cal ballar al ritme de la música.

## Accessoris de tercers
- Action Replay: Un dispositiu creat per la companyia Datel, que permet utilitzar codis per alterar el funcionament dels jocs. Conté un disc d'arrencada amb codis i una targeta especial de 4 MB que requereix connectar-se al Slot B de la consola. Incorpora el FreeLoader.
- Action Replay MAX: Una versió del Action Replay amb major capacitat, 1019 blocs (8MB)
- FreeLoader: Aquest producte deshabilita la funció de cadenat regional de la GameCube, permetent que discos de qualsevol regió (PAL, NTSC, NTSC-J, etc.), siguin reproduïts en la consola. Algunes versions també poden ser utilitzades en la consola Wii.
- MAX Drive: Aquest dispositiu consisteix en una targeta especial, un cable USB i programari per a PC, que permet a l'usuari compartir dades entre les targetes de memòria per emmagatzemar-los o compartir-los via Internet.
- SD Mitjana Launcher: Permet que jocs i aplicacions desenvolupades per l'usuari siguin reproduïdes en la consola. Conté un adaptador per a targeta SD, un disc d'arrencada i un adaptador USB per compartir dades des d'un PC.
- MAX Mitjana Player: Permet reproduir vídeos, cançons i altres mitjans descarregats d'Internet en la consola. Inclou un disc d'aplicacions, un adaptador de targeta SD, un adaptador USB a Micro SD, i un control remot.

## Versions

### Models domèstics
- Nintendo GameCube Model DOL-001: el model original de la consola.
- Nintendo GameCube Model DOL-101: model actual, fabricat després de març de 2004, en el que s'elimina el port A/V digital i un dels ports sèrie.
- Nintendo-Panasonic Q: versió amb reproductor de CD i DVD, a més de capacitat de reproduir arxius MP3. Només va ser llançada al Japó.

## Panasonic Q

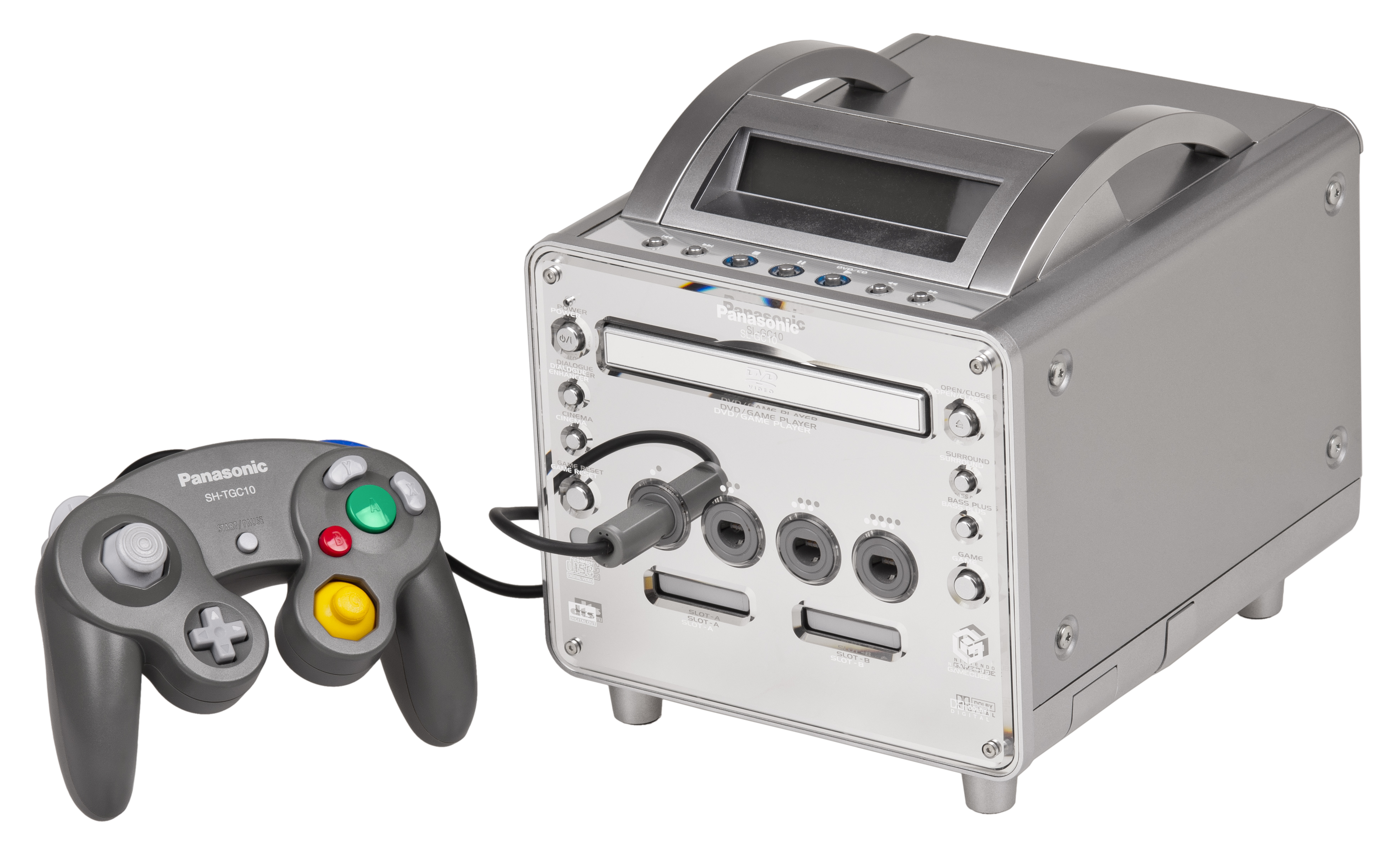
La Panasonic Q és una versió híbrida de la GameCube amb reproductor de DVD video.

La Panasonic Q (també conegut com a Q o GameQ) és una versió híbrida de la Nintendo GameCube amb un reproductor de DVD fabricats per Panasonic en col·laboració amb Nintendo. El sistema va ser llançat oficialment solament al Japó. El seu origen és l'acord signat per Nintendo amb Matsushita (propietària de la marca Panasonic) perquè fabriqués els lectors i unitats de disc òptics de la GameCube. S'especificava una llicència per fabricar un sistema reproductor de DVD que pogués executar els jocs GameCube. Amb això es cobria la falta de capacitat reproductora de CD/DVD de la GameCube, alguna cosa que les seves competidores Xbox i PlayStation 2 manejaven nadiuament. Va ser llançat el 13 de desembre de 2001, i és descontinuado al desembre de 2003 per les seves vendes baixes.
La carcassa és un redissenyo de la Cube perquè pugui albergar un DVD complet, en color platejat. En la posterior presenta connectors RCA d'Àudio/Vídeo, S-Video i sortida digital d'àudio, a més del connector oficial de Nintendo, mentre que el frontal presenta una safata extraïble en lloc de situar el lector a la zona superior. Gràcies a la seva capacitat de llegir DVDs, pot llegir còpies pirates (tant en miniDVD com en DVD-R) sense necessitat de xip.
Suporta tots els perifèrics de la GameCube, encara que per la situació de les seves potes inferiors es va llançar una versió especial del Game Boy Player exclusiu per a la consola.

## Edicions Oficials de Nintendo
Nintendo va treure diverses edicions de consoles GameCube, així com caixes "Bundle" amb les sagues de jocs més conegudes.
Edicions Consola
- Nintendo GameCube Indigo
- Nintendo GameCube Black
- Nintendo GameCube Silver
- Nintendo GameCube Orange.

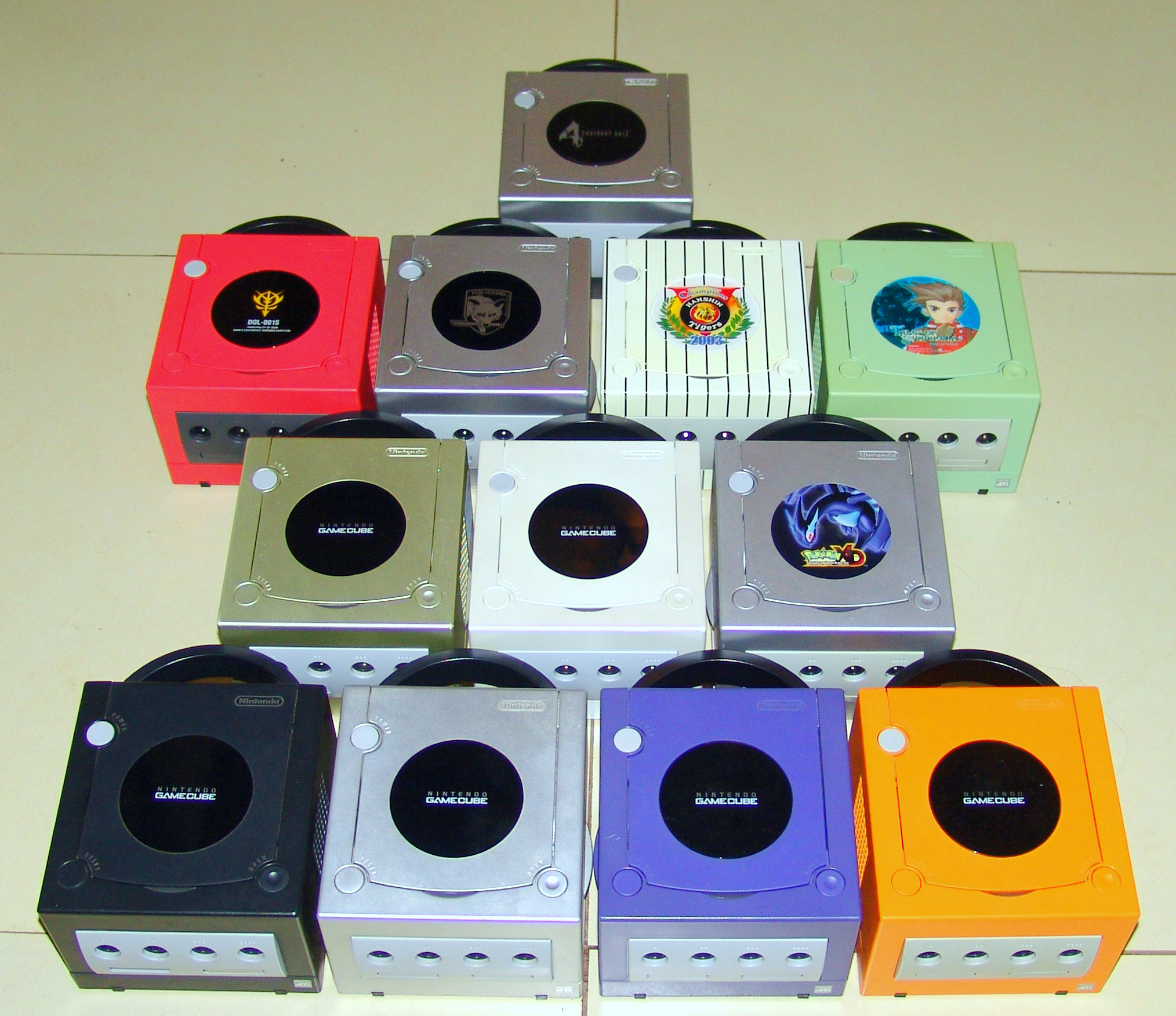
Diferents edicions de la GameCube.

- Nintendo GameCube Resident Evil 4 - RE4, Caixa Bundle
- Nintendo GameCube Metall Gear, Caixa Bundle
- Nintendo GameCube Pearl White, Caixa Bunble - FFCC
- Nintendo GameCube Toys r Us Gold.
- Nintendo GameCube Hanshing Tigers, Caixa Bundle
- Nintendo GameCube Mobile Suit Gundam, Caixa Bundle
- Nintendo GameCube Pokemon XD, Caixa Bundle
- Nintendo GameCube Tales of Symphonia, Caixa Bundle

Caixes amb versions Especials
- Final Fantasy Crystal Chronicles Versió Pearl White
- Metroid Versió Black o Silver
- Zelda The Windwaker Versió Silver
- Game Boy Player Versió Indigo
- Mario Sunshine Versió Indigo
- Donkey Konga Versió Black

## Títols de llançament
Els videojocs llançats de GameCube a l'Amèrica del Nord, són aquests:
| Títol                                      | Desenvolupador   | Publicador(s) |
| ------------------------------------------ | ---------------- | ------------- |
| All-Star Baseball 2002                     | Acclaim          | Acclaim       |
| Batman Vengeance                           | Ubisoft          | Ubisoft       |
| Crazy Taxi                                 | Hitmaker         | Sega          |
| Dave Mirra Freestyle BMX 2                 | Z-Axis           | Acclaim       |
| Disney's Tarzan Untamed                    | Ubisoft          | Ubisoft       |
| Luigi's Mansion                            | Nintendo         | Nintendo      |
| Madden NFL 2002                            | Tiburon          | EA Sports     |
| NHL Hitz 20-02                             | EA Black Box     | Midway        |
| Star Wars: Rogue Squadron II: Rogue Leader | Factor 5         | LucasArts     |
| Super Monkey Ball                          | Amusement Vision | Sega          |
| Tony Hawk's Pro Skater 3                   | Neversoft        | Activision    |
| Wave Race: Blue Storm                      | NST              | Nintendo      |

A la consola GameCube, actualment hi ha sobre els 600 videojocs disponibles.